# ガーナ・プレミアリーグ
ガーナ・プレミアリーグ（英: Ghana Premier League）は、ガーナにおけるサッカーのトップリーグである。

## リーグ名の変遷
| 年        | スポンサー              | 公式リーグ名                      |
| --------- | ----------------------- | --------------------------------- |
| 1956-2008 | なし                    | ガーナ・プレミアリーグ            |
| 2009-2013 | Globacom                | Glo Premier League                |
| 2013-2015 | First Capital Plus Bank | First Capital Plus Premier League |
| 2016-2022 | なし                    | ガーナ・プレミアリーグ            |
| 2022-2023 | betPawa                 | betPawa Premier League            |
| 2023-     | なし                    | ガーナ・プレミアリーグ            |

## 2017シーズン所属クラブ
| クラブ名                         | ホームスタジアム                     | ホームタウン         | 収容人数 |
| -------------------------------- | ------------------------------------ | -------------------- | -------- |
| アドゥアナ・スターズ             | アギェマン・バドゥ・スタジアム       | ドーマア・アヘンクロ | 5,000    |
| アサンテ・コトコ                 | ババ・ヤラ・スタジアム               | クマシ               | 40,528   |
| アシャンティゴールド             | レン・クレイ・スタジアム             | オブアシ             | 20,000   |
| ベチェム・ユナイテッド           | Nana Gyeabour's Park                 | ベチェム             | 5,000    |
| ベレクム・チェルシー             | ベレクム・スポーツスタジアム         | ベレクム             | 10,000   |
| ボルガ・オールスターズ           |                                      | ボルガタンガ         |          |
| エブスア・ドワーフズ             | ケープ・コースト・スポーツスタジアム | ケープ・コースト     | 15,000   |
| エルミナ・シャークス             | Nduom Sports Stadium                 | エルミナ             | 25,000   |
| グレート・オリンピックス         | アクラ・スポーツスタジアム           | アクラ               | 40,000   |
| ハーツ・オブ・オーク             | アクラ・スポーツスタジアム           | アクラ               | 40,000   |
| インター・アリーズ               | El Wak Stadium                       | アクラ               | 7,000    |
| リバティー・プロフェッショナルズ | ダンソマン・パーク                   | ダンソマン           | 2,000    |
| メデアマ                         | TNAパーク                            | タルクワ             | 12,000   |
| テマ・ユース                     | テマ・スポーツスタジアム             | テマ                 | 5,000    |
| オール・スターズ                 | ワ・スポーツスタジアム               | ワ                   | 5,000    |
| WAFA                             | ソガコペ・スタジアム                 | ソガコペ             | 1,000    |

## 歴代優勝クラブ
| - 1956 : アクラ・ハーツ・オブ・オーク（アクラ） - 1957 : 中止 - 1958 : アクラ・ハーツ・オブ・オーク（アクラ） - 1959 : アサンテ・コトコSC（クマシ） - 1960 : イレヴン・ワイズ（セコンディ・タコラディ） - 1961-62 : アクラ・ハーツ・オブ・オーク（アクラ） - 1962-63 : リアル・リパブリカンズ（アクラ） - 1963-64 : アサンテ・コトコSC（クマシ） - 1964-65 : アサンテ・コトコSC（クマシ） - 1966 : ミステリアス・ドワーフズ（ケープ・コースト） - 1967 : アサンテ・コトコSC（クマシ） - 1968 : アサンテ・コトコSC（クマシ） - 1969 : アサンテ・コトコSC（クマシ） - 1970 : グレート・オリンピックス（アクラ） - 1971 : アクラ・ハーツ・オブ・オーク（アクラ） - 1972 : アサンテ・コトコSC（クマシ） - 1973 : アクラ・ハーツ・オブ・オーク（アクラ） - 1974 : グレート・オリンピックス（アクラ） - 1975 : アサンテ・コトコSC（クマシ） - 1976 : アクラ・ハーツ・オブ・オーク（アクラ） - 1977 : セコンディ・ハサーカス（セコンディ・タコラディ） - 1978 : アクラ・ハーツ・オブ・オーク（アクラ） - 1979 : アクラ・ハーツ・オブ・オーク（アクラ） | - 1980 : アサンテ・コトコSC（クマシ） - 1981 : アサンテ・コトコSC（クマシ） - 1982 : アサンテ・コトコSC（クマシ） - 1983 : アサンテ・コトコSC（クマシ） - 1984 : アクラ・ハーツ・オブ・オーク（アクラ） - 1985 : アクラ・ハーツ・オブ・オーク（アクラ） - 1986 : アサンテ・コトコSC（クマシ） - 1987 : アサンテ・コトコSC（クマシ） - 1988-89 : アサンテ・コトコSC（クマシ） - 1989-90 : アクラ・ハーツ・オブ・オーク（アクラ） - 1990-91 : アサンテ・コトコSC（クマシ） - 1991-92 : アサンテ・コトコSC（クマシ） - 1992-93 : アサンテ・コトコSC（クマシ） - 1993-94 : ゴールドフィールズ（オブアシ） - 1994-95 : ゴールドフィールズ（オブアシ） - 1995-96 : ゴールドフィールズ（オブアシ） - 1996-97 : アクラ・ハーツ・オブ・オーク（アクラ） - 1997-98 : アクラ・ハーツ・オブ・オーク（アクラ） - 1999 : アクラ・ハーツ・オブ・オーク（アクラ） - 2000 : アクラ・ハーツ・オブ・オーク（アクラ） - 2001 : アクラ・ハーツ・オブ・オーク（アクラ） - 2002 : アクラ・ハーツ・オブ・オーク（アクラ） - 2003 : アサンテ・コトコSC（クマシ） | - 2004-05 : アクラ・ハーツ・オブ・オーク（アクラ） - 2005-06 : アサンテ・コトコSC（クマシ） - 2006-07 : アクラ・ハーツ・オブ・オーク（アクラ） - 2007-08 : アサンテ・コトコSC（クマシ） - 2008-09 : アクラ・ハーツ・オブ・オーク（アクラ） - 2009-10 : アドゥアナ・スターズ（ドマ） - 2010-11 : ベレクム・チェルシー（ベレクム） - 2011-12 : アサンテ・コトコSC（クマシ） - 2012-13 : アサンテ・コトコSC（クマシ） - 2013-14 : アサンテ・コトコSC（クマシ） - 2015-16 : アシャンティ・ゴールドSC（オブアシ） - 2016 : ワ・オール・スターズ（ワ） - 2017 : アドゥアナ・スターズ（ドマ） - 2018 : 中止 - 2019 : アサンテ・コトコSC（クマシ） - 2019-20 : 中止 - 2020-21 : アクラ・ハーツ・オブ・オーク（アクラ） - 2021-22 : アサンテ・コトコSC（クマシ） |

## クラブ別優勝回数
| クラブ名                     | 本拠地                                   | 回数 | 直近の優勝 |
| ---------------------------- | ---------------------------------------- | ---- | ---------- |
| アサンテ・コトコSC           | アシャンティ州クマシ                     | 24   | 2021/22    |
| アクラ・ハーツ・オブ・オーク | グレーター・アクラ州アクラ               | 21   | 2020/21    |
| アシャンティ・ゴールド       | アシャンティ州オブアシ                   | 4    | 2015       |
| グレート・オリンピックス     | グレーター・アクラ州アクラ               | 2    | 1974       |
| アドゥアナ・スターズ         | ブロング＝アハフォ州ドルマー・アヘンクロ | 2    | 2017       |
| イレヴン・ワイズ             | ウェスタン州セコンディ                   | 1    | 1960       |
| レアル・リパブリカンズ       | グレーター・アクラ州アクラ               | 1    | 1962/63    |
| ミステリアス・ドワーヴス     | セントラル州ケープ・コースト             | 1    | 1966       |
| セコンディ・ハサーカス       | ウェスタン州セコンディ                   | 1    | 1977       |
| ベレクム・チェルシー         | ブロング＝アハフォ州ベレクム             | 1    | 2010/11    |
| ワ・オール・スターズ         | アッパー・ウエスト州ワ                   | 1    | 2016       |

## 歴代得点王
| シーズン | 選手                                        | 所属                                    | 得点 |
| -------- | ------------------------------------------- | --------------------------------------- | ---- |
| 1973     | Peter Lamptey                               | アクラ・ハーツ・オブ・オーク            | 不明 |
| 1974     | Dan Owusu                                   | ボフォアクワ・タノ                      | 不明 |
| 1975     | Dan Owusu                                   | ボフォアクワ・タノ                      | 不明 |
| 1976     | Dan Owusu                                   | ボフォアクワ・タノ                      | 不明 |
| 1977     | ジョージ・アルハッサン                      | グレート・オリンピックス                | 不明 |
| 1978     | Muhammed Choo                               | レアル・タマレ・ユナイテッド            | 不明 |
| 1979     | Opoku Afriyie                               | アサンテ・コトコSC                      | 不明 |
| 1980     | Emmanuel Quashie                            | セコンディ・ハサーカス                  | 不明 |
| 1981     | Opoku Afriyie                               | アサンテ・コトコSC                      | 不明 |
| 1982     | Muhammed Choo                               | レアル・タマレ・ユナイテッド            | 不明 |
| 1983     | Anane Kobo                                  | レアル・タマレ・ユナイテッド            | 不明 |
| 1984     | Anane Kobo                                  | レアル・タマレ・ユナイテッド            | 不明 |
| 1985     | ジョージ・アルハッサン                      | グレート・オリンピックス                | 不明 |
| 1986     | トニー・イエボア                            | コーナーストーンズ                      | 不明 |
| 1987     | トニー・イエボア                            | コーナーストーンズ                      | 不明 |
| 1988-89  | Henry Acquah                                | アクラ・ハーツ・オブ・オーク            | 不明 |
| 1989-90  | Muhammed Tijani                             | コーナーストーンズ                      | 不明 |
| 1990-91  | Thomas Boakye                               | アサンテ・コトコSC                      | 不明 |
| 1991-92  | Abdul Mumuni                                | ダウ・ヤングスターズ                    | 不明 |
| 1992-93  | Augustine Ahinful                           | ゴールドフィールズ                      | 12   |
| 1993-94  | Laud Oscar                                  | ダウ・ヤングスターズ                    | 不明 |
| 1994-95  | Charles Amoah                               | オクワウ・ユナイテッド                  | 不明 |
| 1995-96  | Kofi Deblah                                 | ゴールドフィールズ                      | 不明 |
| 1996-97  | Kofi Deblah                                 | ゴールドフィールズ                      | 不明 |
| 1997-98  | Joe Fameyeh                                 | アクラ・ハーツ・オブ・オーク            | 不明 |
| 1999     | Ishmael Addo                                | アクラ・ハーツ・オブ・オーク            | 不明 |
| 2000     | Ishmael Addo                                | アクラ・ハーツ・オブ・オーク            | 19   |
| 2001     | Ishmael Addo                                | アクラ・ハーツ・オブ・オーク            | 13   |
| 2002     | Bernard Dong Bortey Charles Asampong Taylor | アクラ・ハーツ・オブ・オーク            | 不明 |
| 2003     | Shaibu Yakubu                               | ゴールドフィールズ・オブアシ            | 13   |
| 2004-05  | サミュエル・イエボア                        | ハート・オブ・ライオンズ                | 不明 |
| 2005     | プリンス・タゴエ                            | アクラ・ハーツ・オブ・オーク            | 18   |
| 2006-07  | Emmanuel Clottey                            | グレート・オリンピックス                | 14   |
| 2007-08  | Eric Bekoe                                  | アサンテ・コトコSC                      | 17   |
| 2008-09  | Andrew Grant                                | アクラ・ハーツ・オブ・オーク            | 16   |
| 2009-10  | Bismark Idan Samuel Affum                   | ケスベンSC アクラ・ハーツ・オブ・オーク | 13   |
| 2010-11  | Nana Poku                                   | ベレクム・アーセナル                    | 16   |
| 2011-12  | Emmanuel Baffour                            | ニュー・エドゥビアス・ユナイテッド      | 21   |
| 2012-13  | マハトマ・オトー                            | アクラ・ハーツ・オブ・オーク            | 20   |